# Історія Сибіру
Найдавніші людські поселення в Сибіру відомі з пізнього палеоліту і неоліту, а у другій половині першого тисячоліття нашої ери в Сибіру виникли різні союзи племен і перші держави.

## Сибір XIII століття-1552р.

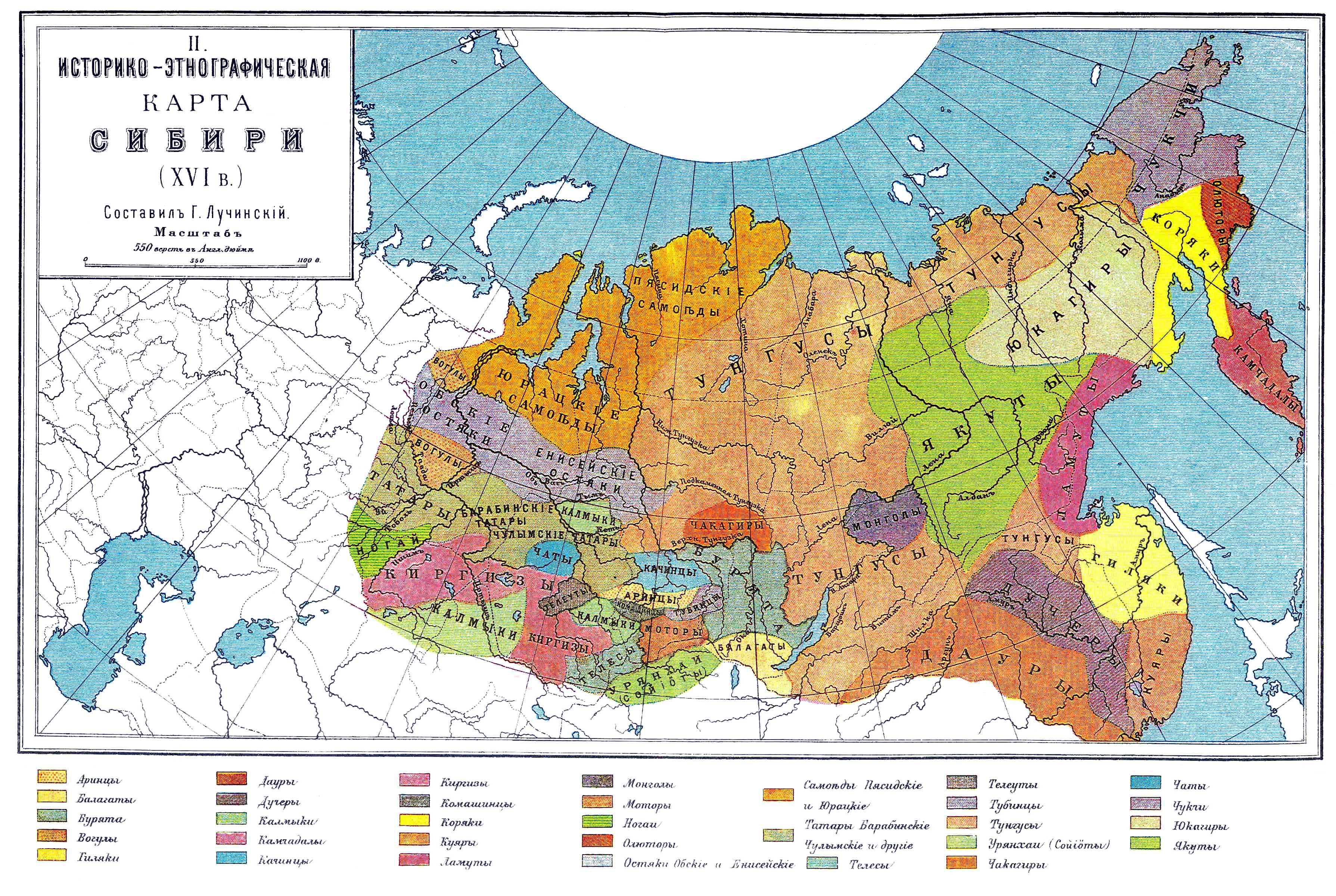

У середині 13 століття майже весь Сибір став частиною імперії Чингісхана, а після його смерті Західний Сибір став складовою частиною Золотої Орди; згодом тут виникло Сибірське ханство. Населення Сибіру складалося з різних нечисленних народів на різному ступені суспільного й економічного розвитку; на півночі вони займалися риболовлею і мисливством, а також утримуванням північних оленів, на півдні переважало скотарство. Вони належали до різних етнічних і мовних груп: тюркської (татари, якути, тувинці й ін.), монгольської, угорської, турґузо-манджурської, самоїдської, а також до так званих палеоазіатських народів на північному сході.
Північно-західний Сибір перебував під економічними, а з 13 століття і політичними впливами Новгорода, а після його занепаду — Великого Московського князівства.

## 1552—1861

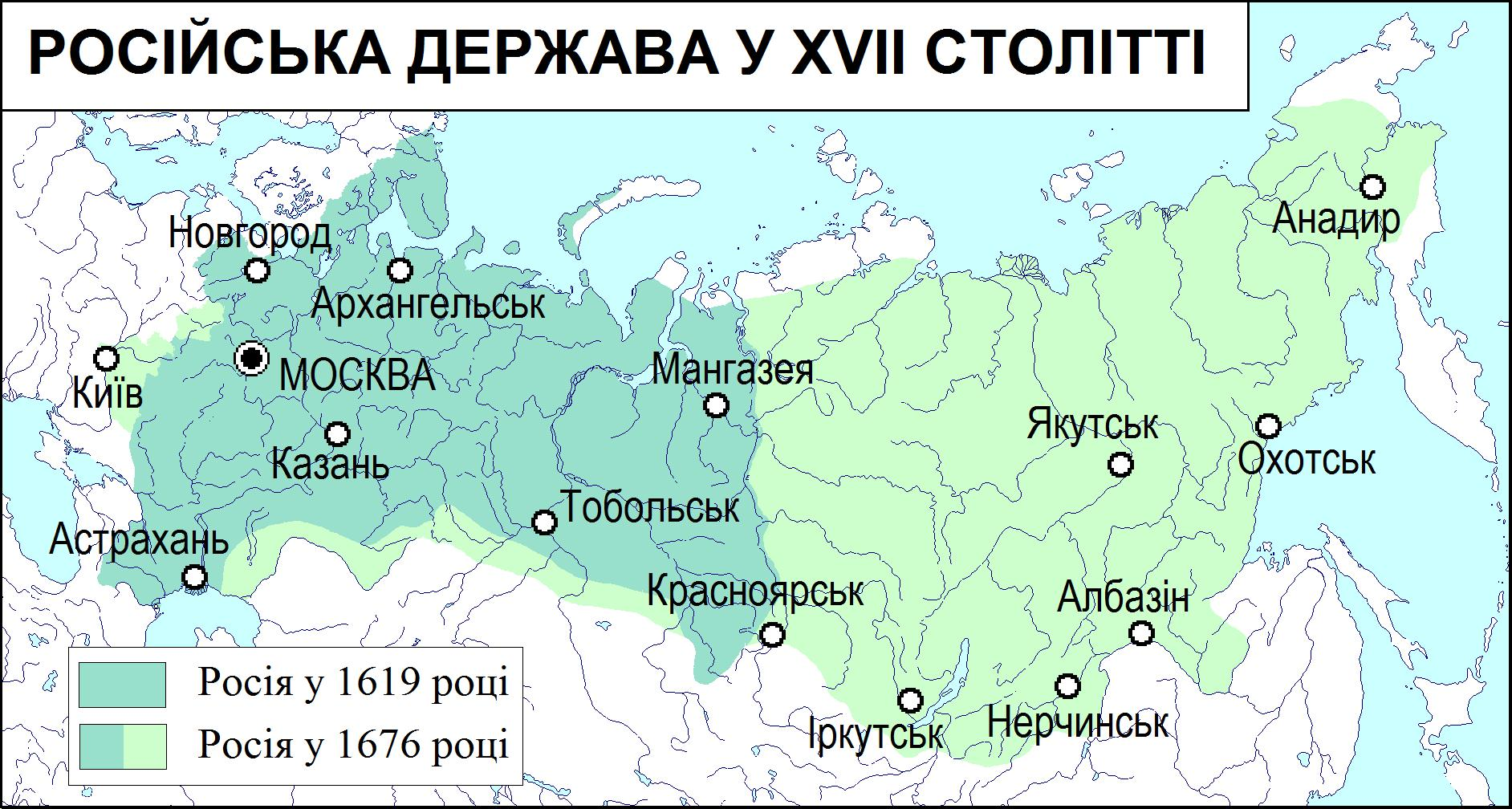

Після підкорення Казані (1552) в руках Московії опинився Камський водний шлях, що вів за Урал, а разом з цим збільшилися впливи Москви на Сибірське ханство, яке вона остаточно окупувала після успішного походу на Сибір найманих загонів під проводом Єрмака, що його організували пермські купці Строґанови. На окупованій території Сибіру Москва будувала міста-остроги: Тюмень (1586), Тобольськ (1587), Томськ (1604), Кузнецький остріг (1618), Єнісейськ (1619) та ін. У перші десятиліття 17 століття Москва окупувала весь Західний Сибір вздовж річки Єнісей на сході, у середині століття дійшла до озера Байкал (Іркутськ, 1661); після будівництва Якутська (1632) до Охотського моря (1649) (на узбережжі якого було засноване місто Охотськ (1697) і Камчатки (1698-1699). Внаслідок воєн з Китаєм Московія відмовилася від Приамур'я (Нерчинський договір 1689), яке добула назад щойно за Айгунським договором (1858). Швидке опанування Сибіру було уможливлене незначним опором корінного населення.
Єдиними тубільцями, які опирались російському завоюванню, стали чукчі. У ході серії московсько-чукотських воєн (1641—1778) московити зазнали кілька поразок від чукотів. Однак, зрештою, московія шляхом підкупу місцевих вождів закріпилась на землях крайнього північного сходу Сибіру, Камчатки і Чукотки.
Разом з політичною окупацією Сибіру йшла колонізація московських поселенців (спершу переважно з півночі московії). До початку 18 століття це були головне «служили люди» і промисловці та козацькі відділи, які селилися переважно у містах, вони просувалися на схід по річках, головним багатством країни були хутра (ними платили дань і місцеві народи — ясак). Кількість населення на початку 17 століття — близько 200 000 (у тому числі близько 25 000 прибулих колоністів), в кінці 17 століття — близько 420 000 (вже здебільша колоністів). У 18 століття у Сибіру селилися селяни, переважно на південному заході, у смузі лісостепу й степу. Це були в основному державні селяни, які селилися добровільно або під примусом, ні великої приватної власності (за винятком великих посілостей царя і його родини), ні панщини в Сибіру не існувало. Головним багатством краю і предметом експорту, крім хутра, були корисні копалини (срібло, оливо, мідь, залізо; з 1820-х роках також золото). Для охорони південно-західних кордонів перед кочовиками у 1710 і 1750—1760 років побудовано кілька оборонних ліній (Ішимську, Іртиську і Кооливансько-Кузнецьку), що їх охороняли козацькі війська, які в 1808 об'єднано у Сибірське козацьке військо. Кількість населення постійно зростала: з 430 (200)тисяч на початку 18 століття до 680 (260)тисяч у 1763, 939 (363) у 1795 і 2 936 (648) тисяч у 1858. Поселення відбувалися головним чином, уздовж важливого сибірського тракту, який зв'язав Європу з Заходом і Сходом. З першої половини 17 століття московський уряд використовував Сибір як місце заслання, серед ін. і політичних в'язнів. В 1708 утворено Сибірську губернію з генерал-губернатором у Тобольську, 1822 її поділено на західну і східну.

### 1861—1917
Скасування кріпацтва вже російської Імперії (1861) і постале з тим малоземелля і безземелля селян спричинило значне збільшення еміграції за Урал, насамперед на південні землі Сибіру, які надавалися для хліборобства; вона стала масовою з кінця 19 століття після побудови сибірської залізниці (1891-1905), а з 1907 через нездійснені надії селян на аграрну реформу Столипіна. Еміграція в Сибір охопила спершу російські центрально-чорноземні області, згодом також Білорусь, з 1890-их років і Україну. Кількість всіх поселенців у Сибіру можна припускати у 1861 — 91 на 0,5 млн (17 000 на рік) і на близько 4,5 млн у 1892-1914 (200 000 на рік). Додамо, що у 19 століття на Сибір заслано близько 1 млн осіб, головне селян; на початку 20 століття кількість засланих нараховано до 287 000 (без каторжан; у той час заслання вже були обмежені).

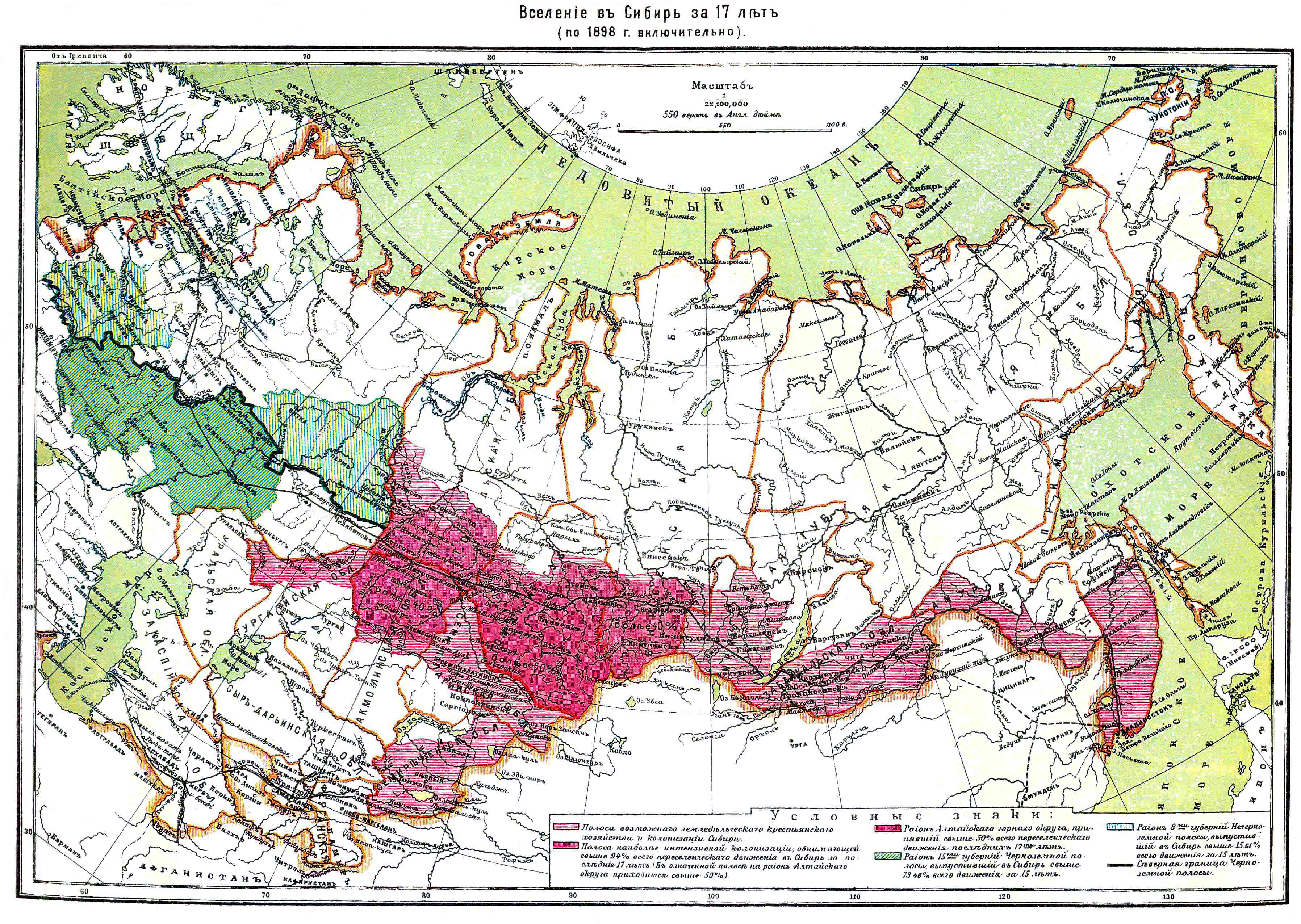
Колонізація Сибіру

Разом з зростанням еміграції зростала і кількість населення Сибіру (тис):
|                       | 1867  | 1897  | 1911  |
| Західний Сибір        | 1 891 | 3 381 | 6 160 |
| Східний Сибір         | 1 380 | 2 198 | 2 836 |
| Весь Сибір            | 3 271 | 5 579 | 8 996 |
| у тому числі у містах | 244   | 394   | 836   |

Густіше була заселена лише південна вузька смуга Сибіру від Тюмені на заході через Іркутськ до Чити на сході, яка охоплювала південні смуги тайги, лісостеп і північні смуги степу. Тут жило 4 — 20 осіб на 1 км², далі на північ менше ніж 1, а на 3/4 Сибір був майже безлюдний. За винятком Тобольську (1911 — 21 000 меш.), більші міста Сибіру розташовані в південної смузі Сибіру: Омськ 128, Іркутськ 127, Томськ 111, Красноярськ 73, Барнаул 52, Тюмень 28. Відсоток міської людности зріс з 7,1 % у 1897 до 8,4 % у 1911.
|                             | 1897 рік, (тис) | %    | 1911 рік, (тис) | %    |
| Корінна людність            | 816             | 15,2 | 927             | 10,6 |
| Росіяни, українці, білоруси | 4416            | 81,9 | 7503            | 86,7 |
| Інші                        | 156             | 2,9  | 221             | 2,6  |

Корінне населення Сибіру, зокрема малочисельні народи, зазнавало впродовж століть примусової християнізації і часткової русифікації, натомість зберігали свій стан численніші народи (1911, тис.): буряти (разом з монголами) 332, якути 246, татари 243.
Серед прибулого населення вирізнялися дві групи: старожили, предки яких здавна оселилися в Сибіру, і новооселені, які прийшли в Сибір у другій половині 19 століття (переважно за останні 20 років перед 1914). Воїни зжилися з Сибіром, у якому селилися вже близько 400 років; їхній побут, частково мова й антропологічні прикмети зазнали впливів корінного населення, з яким від сотень літ вони схрещувалися (багато з них брало жінок з тубільного населення), і чимало їх асимілювалося. Сибіряки асимілювали також ін. поселенців з Європи. Чисто російський тип залишився лише на Забайкаллі і на півдні Алтайського краю. Сибіряки жили звичайно окремими масивами (новим поселенцям виділено окремі ділянки), їхні зв'язки з новоприбулими були обмежені. Серед старожилів замкнену групу становили старовіри (понад 300 000) і козаки (1910—172 000), землі яких являли собою довгу, але вузьку смугу на пограниччі Сибіру і Степового краю (Сибірське козацьке військо) і на Забайкаллі (Забайкальське козацьке військо); менші частини: красноярські й іркутські козаки, об'єднані y 1917 в Єнісейське козацьке військо та Якутський козацький полк. Їхні прикмети ті самі, що й козачі війська на Зеленому Клині.
Історичне минуле багатонаціонального Сибіру, що властиво був колонією царської Росії, яка провадила там політику економічного визиску й національного гноблення, спричинилося у середині 19 століття до утворення, навіть серед російського населення Сибіру, політичного руху (так зване «Сибирское обласничество»), що прагнув до національно-державного відокремлення Сибіру від Росії. 1860 року, сибірський козацький сотник і студент Петербурзького Університету Григорій Потанін (1835—1920; згодом відомий сибірський вчений етнограф і мандрівник), разом зі своїми колегами-земляками (Н. Ядринцев, П. Головачев, Н. Козьмин, П. Словцов та ін.), створив Сибірський земляцький гурток — «Общество независимости Сибири», що висунуло програму унезалежнення сибірської нації (відозва «Патриотам Сибири») й готувалося до повстання. Російський уряд жорстоко розправився з учасниками цього руху. Внаслідок судового процесу 1865 членів товариства було засуджено на каторгу, яку вони мусили відбувати не в Сибіру, а на півночі Росії. Але цей рух, що згодом прийняв програму сибірського автономізму, ніколи не завмирав; по революції 1917 обласники частково реалізували свою програму.
У народному господарстві основну роль відігравало сільське господарство (Західний Сибір вивозив до Європи багато масла), гірнича промисловість (Сибір давав серед ін. 75 — 80 % продукції золота Російської Імперії), далі хутряна і лісова та рибна промисловість (вся промисловість Сибіру становила ледве 1 % загальноімперської). В давніші часи (зокрема в 17 — 18 століття) і особливо після побудови сибірської залізниці, Сибір мав велике значення в транзитній торгівлі Європи з азійськими державами, головне з Китаєм. Разом зі зростанням населення і розвитком економіки йшов і культурний розвиток, носієм якого були часто засланці; 1881 відкрито в Сибіру перший університет у Томську.

### Українціу Сибіру
Відомості про них до кінця 19 століття, коли почалася масова колонізація, досить невпорядковані й недокладні. Немає сумніву, що їх участь в колонізації, господарській розбудові й культурному розвитку Сибіру була значна. Серед російських промисловців і «служилих людей», які у 17–18 століттях освоювали Сибір і Далекий Схід, а згодом Камчатку й Аляску, були й українці. В 1642 на річку Лену були заслані українці з Слобожанщини з родинами, разом 188 осіб, які дісталися на Лену щойно 1646–1647. Ці заслання тривали й далі (1646, 1649). Ще більше засланих українців у Сибіру бачимо у другій половині 17 століття Це були державно-політичні діячі, противники російської політики в Україні, або ті, кого російський уряд підозрював у «шатості» і «зраді». У кінці 1650-их років в Сибір було заслано родичів і прихильників гетьмана І. Виговського; у 1660-х роках — противників російського ставленика гетьмана І. Брюховецького; у 1670-х роках був засланий гетьман Д. Многогрішний з усіма своїми родичами та їхніми родинами; у 1680-х роках — гетьман І. Самойлович з сином Яковом і небожем Михайлом. По знищенні Січі (1775) в Сибір заслано частину запорозької старшини, а трохи раніше засуджено на каторгу в Сибір учасників Коліївщини (на чолі з М. Залізняком). У 19 століття в Сибір засилали за присудом суддів або адміністративним порядком. У першій половині 19 століття так потрапили туди декабристи (брати Борисови, Іван Горбачевський, Павло Вигодовський, Яків Андрієвич та інші), у другій — революційні народники, зокрема А. Красовський, С. Богомолець, Сергій Ковалик, Є. Ковальський, Я. Стефанович, українські соціал-демократи, згодом більшовики Г. Петровський, М. Скрипник та ін.; письменник П. Грабовський), учасників селянських заворушень і повстань (серед інших У. Кармелюк), які були заслані або на каторгу, або на так зване вільне поселення за «сепаратизм», з наказу російської влади, примусово переведено на службу до Сибіру. До козацького війська в Сибіру було включено чимало українців.
Українці відіграли поважну роль в економічному, адміністративному й культурному житті Сибіру. Знаходимо українців навіть у вищій адміністрації Сибіру (генерал М. Сулима, генерал-губернатор Східного (1833-1834) і Західного (1834-1836) Сибіру; генерал П. Капцевич — тобольський і томський генерал-губернатор (1822-1826)), в управлінні скарбовими фабриками і заводами тощо.
Особливе визначне місце українці посідали у церковному житті Сибіру. В 18 столітті Митрополитом тобольськими і сибірськими були: Філофей Лещинський (1702-1721, з перервами), Іоан Максимович (1711—1715), Антоній Стаховський (1721—1740), Арсеній Мацієвич (1741-1742), Павло Конюскевич (1758-1768); єп. іркутськими були: Інокентій Кульчицький (1727—1731), Інокентій Нерунович (1732-1747), Софроній Кристальський (1753—1771). Вони здебільша оточували себе духовенством українського походження, яке великою мірою спричинилося до культурному розвитку Сибіру у 18 столітті Чимало українців — духовних і світських (наприклад, Григорій Новицький), досліджували Сибір і Далекий Схід. Так було і в 19 столітті.
Масовий виїзд українських селян почався з кінця 1880-их років. У 1885-1914 виемігрувало з 9 українських губерній за Урал 1 742 000 осіб, а з усіх українських земель понад 2 млн — майже самих українців. За переписом 1897 в Сибіру жило 142 000 українців, в той час, як в Західному Сибіру 120 000; найбільші відсотки вони становили в південно-західної частині Томської й Тобольської губернії. Українців в Сибіру у 1914 було небагато менше, як за переписом 1926 (за воєнні і перші повоєнні роки імміграція з України була незначна) — близько 1 млн, тобто близько 8 % всього населення.

### 1917—1920pp.
Березнева революція в Росії викликала політичний рух поміж всього населення Сибіру. Відкрилися також значні можливості для українських поселенців в Сибіру та багатьох українських вояків, що там перебували в процесі мобілізації та формування. Незабаром постали українські організації в Омську (Українська Вільна Громада), Томську (Окружна Рада), Славгороді, Кургані, Бійську, Каїнську (Алтайська Губернська Рада) та ін. В Омську діяли філії допомогових установ, що постали в Києві з метою опіки над українцями з Галичини й Буковини, вивезеними російською владою до Росії та українцями-вояками австро-угорської армії, що опинилися в рос. полоні; вони мали відділи в низці міст Сибіру. Частина українських полонених (вояків австро-угорської армії) включилася в українське життя в Сибіру. Одночасно постали військові організації та в кінці 1917 велися формування окремих українських військових частин. Врешті, в Омську відбувся на початку серпня 1917 Перший Українській З'їзд Сибіру, який заснував Головну Українську Раду Сибіру (голова Г. Концевич, заступник М. Новосельський) та вислав делегата до Української Центральної Ради в Києві.
Ще до Жовтневої революції й перемоги більшовиків у першій половині жовтня відбувся в 1917 з'їзд демократичних партій Сибіру, який проголосив автономію Сибіру і скликав Надзвичайний З'їзд Сибіру, що відбувся у Томську 6 — 15 грудня 1917 і створив орган тимчасової влади Сибіру — Сибірську Тимчасову Обласну Думу (до складу її мали входити 5 українських представників) та відповідальну перед нею Обласну Раду («Совєт») — уряд Сибіру, до складу якого вводив українець Сулима. Надзвичайний з'їзд Сибіру вислав привітання до Української Центральної Ради у Києві з нагоди проголошення Третього Універсалу, а Обласна Рада 7 січня 1918 повідомила більшовистську владу в Петрограді, що вона її не визнає. В кінці січня 1918, Томська рада робітників і солдатів розігнав Сибірську Обласну Раду, але з її доручення далі діяв Тимчасовий Автономний Уряд Сибіру, і тім часом в Сибіру утворилося двовладдя. Позиція Сибірської Обласної Ради і Тимчасового Автономного Уряду Сибіру зміцнилася, коли проти більшовиків виступив в кінці травня 1918 Чехословацький корпус, а у квітні 1918 висадився японський і британський десант у Владивостоці, а у серпні — американський корпус генерала Ґревса.
У житті українців Сибіру важливою подією був Другий Сибірський Всеукраїнський з'їзд в Омську (11 — 13 липня 1918), який вимагав від Сибірської Обласної Думи проголошення самостійности Сибіру та здійснення принципу самоврядування для окремих національностей, зокрема для українців, і створення Сибірської армії для охорони країни. Однак, у громадянській війні перемогли сили білих росіян, і Тимчасовий Автономний Уряд Сибіру у листопаді 1918 передав владу центральному Тимчасовому Всеросійському Уряду, який незабаром очолив адмірал Олександр Колчак, і разом з тим українській рух у Сибіру був загальмований. Українській курінь ім. гетьмана П. Сагайдачного, після великих втрат на уральському фронті проти більшовиків, перестав існувати в кінці 1919. У дальшій війні військо Колчака дійшло майже до Волги (березень 1919), але згодом зазнало поразки, а в січні 1920 його армія була розбита і Сибір здобули більшовики. Далекий Схід вони остаточно опанували у листопаді 1920.

### 1920-тірр
Населення Сибіру не зазнало великих втрат під час війни, революції й голоду 1921-1922; разом з тим майже зовсім припинився приплив іммігрантів з європейської частини СРСР (він у незначних розмірах відновився з 1924). На початку 1915 населення Сибіру нараховувало близько 10 млн, у кінці 1926 — близько 11 млн (разом з Ішимською і Курганською округами, які офіційно входили до складу Уральського краю). Перепис 1926 вперше подає докладніші дані про національний склад населення Сибіру (також за поодинокими районами):
| Національність | Західний Сибір (тис) | %     | Східний Сибір (тис) | %     | Увесь Сибір (тис) | %     |
| Росіяни        | 5 938                | 79,2  | 2 366               | 69,5  | 8 304             | 76,2  |
| Українці       | 738                  | 9,8   | 115                 | 3,4   | 853               | 7,8   |
| Білоруси       | 170                  | 2,3   | 153                 | 4,5   | 323               | 3,0   |
| Буряти         | 238                  | 7,0   | 238                 | 2,2   |                   |       |
| Якути          | 236                  | 7,0   | 238                 | 2,2   |                   |       |
| Мордва         | 100                  | 1,3   | 20                  | 0,6   | 120               | 1,0   |
| Татари         | 68                   | 0,9   | 36                  | 1,1   | 104               | 0,9   |
| Німці          | 77                   | 1,0   | 4                   | 0,1   | 81                | 0,7   |
| Казахи         | 50                   | 0,7   | 50                  | 0,5   |                   |       |
| Поляки         | 28                   | 0,4   | 21                  | 0,6   | 49                | 0,5   |
| Інші           | 336                  | 4,4   | 213                 | 6,2   | 549               | 5,0   |
| Разом          | 7 505                | 100,0 | 3 402               | 100,0 | 10 907            | 100,0 |

Порівняно з 1911 відсоток росіян, українців і білорусів, разом взятих, залишився майже без змін (86,7 і 86,9), корінного населення зменшився з 10,6 до 7,5 (у тому числі найчисленніших національностей: бурятів з 3,9 до 2,2 і якутів з 2,9 до 2,2), інших збільшився з 2,6 до 5,6.
Українці Сибіру жили переважно у суцільних масивах в південно-західному Сибіру, що має сприятливі умови для хліборобства — у лісостепу і степу з чорноземними ґрунтами. Ці українські поселенчі землі становили частину так званого Середньо-Азійського Степового краю. Сибірська частина цього саме Середньо-Азійського Степового краю (вона охоплювала майже всю Славгородську і частини Омської і Каменської округів) займала площу 55 000 км² з 580 000 мешк.
На 115 000 українців у Східного Сибіру більшість жила на островах з добрими чорноземними, ґрунтами (наприклад, на сході від Красноярську).
За переписом 1926 лише 3,4 % українців жили у містах (вони становили в них 2,8 % всього населення; у селах — 8,8 %). Найбільші міські скупчення українців (у тис): в Омську (9,7), Славгороді (4,1), Красноярську (1,6), Іркутську (1,3), Томську (1,2) та ін.

## 1930—1960-ті pp
Значні зміни в економічних, а також демографічних відносинах Сибіру відбулися з кінця 1920-их років, коли за планами п'ятирічок Сибір мав перетворитися з аграрної на аграрно-промислову, а згодом промислово-аграрну країну. З цією метою розбудовано родовища корисних копалин і джерела енергії, а пізніше промисловість, зокрема важку. На початку 1930-их років освоєно Кузнецький кам'яновугільний басейн (у теперішній Кемерівській області у Західному Сибіру) і розбудовано його на другу після Донецького басейну кам'яновугільну базу СРСР та створено (1929—1932) потужний Кузнецький металургійний комбінат, даті низку машинобудівнельних заводів, збудовано у Західному Сибіру другу лінію Сибірської магістралі (1930-1936), освоєно північ Сибіру (серед ін. створено гірничо-металургійний комбінат у Норильську). Натомість сільське господарство не розвивалося, воно багато потерпіло внаслідок колективізації. У 1940 в Сибіру (разом з Далеким Сходом) вироблено 3,2 млр кВт/рік електроенергії, видобуто 39 млн т вугілля, витоплено 1,5 млн т чавуну і 2 млн т сталі.
Разом з тим зросло населення Сибіру з 10,9 млн у 1926 до 14,1 млн у 1939 (або на 29 %; у тому числі Західний Сибір — 19 %, Східний Сибір — 52 %), у тому числі міське з 1,0 на 4,4 млн або з 9,2 % на 31,3 % всього населення (сільська людність зменшилася на 200 000). Цей високий приріст населення був можливий завдяки значній імміграції з європейської частини СРСР.

## 1940—1991
У 1940—1945 Сибір зазнав значних змін. Вже 1939—1940 на Сибір було заслано чимало українців з Західної України. Під час Другої Світової війни господарство Сибіру було спрямоване на воєнні потреби: в Сибір евакуйовано близько 1 млн осіб і сотні заводів та збудовано нові. Розбудовано кам'яновугільну (в Кузнецькому басейні; Кузнецьке і Карагандинське вугілля мало замінити Донецьке), важку та хімічну промисловість; виникли нові промислові центри. Валовий обсяг промисловості за 1940—1945 збільшився майже удвічі.
До війні Сибір посідав особливе місце в економічному плануванні СРСР. З 1950-их років на розвиток Сибіру вкладається щорічно близько 30 % усіх капіталовкладень. За 1940—1973 обсяг валової продукції Сибіру зріс майже у 20 разів. Далі розвиваються ті самі галузі промисловості, що й до 1945, з особливим наголосом на розвиток важкої і машинобудівної промисловості, зокрема нафтової (розбудова Західно-Сибірського нафтогазоносного басейну) і хімічної та гідроенергії (головне у Східному Сибіру). Розбудовано мережу залізниць. У зв'язку з розоренням цілинних земель посівна площа у Західному Сибіру збільшилася удвічі. Тепер сільськогосподарські угіддя Сибіру займають 60 млн га; посівна площа — 26,5 млн га, у тому числі 17,3 млн зернових (13,6 млн — яра пшениця). Валовий збір зернових (пересічний річний за 1969-1973) — 15,8 млн т. Кількість великої рогатої худоби (1974) — 11,2 млн (у тому числі 5,1 корів, 4,8 млн свиней, 16,8 млн овець і кіз).
Видобуток кам'яного вугілля досяг в 1970 — 160 млн т (у тому числі в Кузнецькому басейні — 113); за продукцією нафти Сибіру має бути на першому місці в СРСР (за плином на 1975 — 125 млн т нафти і 44 млрд м³ газу). У виробництві електроенергії у Західному Сибіру головне значення мають електростанції, що працюють на вугіллі, у Східному Сибіру найпотужнішою є Іркутська енергосистема (об'єднує Братську і Іркутську ГЕС). Чорна металургія скупчена головне у Кузнецькому басейні, кольорова — у Східному Сибіру, машинобудівельна у всіх промислових районах. Головні промислові райони зосереджені в південної смузі Сибіру — у Західному Сибіру: Кузнецький, Новосибірський, Омський і Томський; у Східному Сибіру: Красноярський і Іркутсько-Черемховський. На півночі Сибіру важливим промисловим районом є Норильський.
До радянської національної і мовної статистики можна ставитися з застереженням і можна припускати, що в Сибіру, до якого постійно припливали українці, живе понад 2 млн осіб українського походження. Однак, не можна заперечувати далекосяжну русифікацію української людности в Сибіру, як і всіх українців, що живуть за межами УРСР. Її полегшує значно посилена урбанізація українців у Сибіру, змішування різних національностей в радгоспах, а також факт, що великий відсоток, а то й більшість українців творить мішані подружжя; все це — при одночасній відсутності українських шкіл (вони існували в Західному Сибіру недовгий час, на початку 1930-их років), преси, видань. Такої самої русифікації зазнають й ін. неросійські народи європейського походження, за винятком німців; натомість русифікація не посувається серед більших корінних національностей (всі вони мають свої автономні РСР або автономні області).